# Herb gminy Krościenko Wyżne
Herb gminy Krościenko Wyżne – jeden z symboli gminy Krościenko Wyżne.

## Wygląd i symbolika
Herb przedstawia na tarczy w polu błękitnym pół srebrnej głowy orła, połączonej z pół złotej głowy lwa, zwieńczone wspólną złotą koroną. Jest to nawiązanie do historii gminy i założenia Krościenka Wyżnego przez króla Kazimierza III Wielkiego na ziemiach księstwa halicko-włodzimierskiego. 